# 5026 Martes
5026 Martes este o planetă minoră (asteroid), cu un diametru de 7,525 km, din centura de asteroizi. A fost descoperită pe 22 august 1987 la Observatorul Kleť de Antonín Mrkos și a fost numită după Martes martes. 
Obiectul prezintă o orbită caracterizată de o semiaxă mare de 2,3771751 UAi, o excentricitate de 0,2423234, o înclinație de 4,28443 ° în raport cu ecliptica.